# 小行星1117
小行星1117（1117 Reginita）是一颗围绕太阳公转的小行星。1927年5月24日，朱賽普·科馬斯·索拉在巴塞罗那发现了此天体。
該小行星以發現者的姪女雷吉尼塔（Reginita）命名。
这颗小行星的绝对星等为11.75等。